# Дор (митологија)
Дор (грч. Δώρος) је у грчкој митологији било име више личности. 

## Митологија
1. Дор је назвао Дорце својим именом и био је њихов епонимни херој. Био је син Хелена и нимфе Орсеиде, Еолов и Ксутов брат. Најпре је живео на Парнасу, потом у Фтији у Тесалији, да би касније свој народ повео у област око планина Олимпа и Осе. Међутим, одатле су их отерали Кадмејци, па су се населили у области Пинда, па прешли у Дриопиду и напокон на Пелопонез.[1] Његова деца су била Егимије, Тектам и Ифтима.[2]
2. Био је Аполонов и Фтијин син, Лаодоков и Полипетов брат који је срдачно примио Ендимионовог сина Етола, али их је он све поубијао и преузео власт над земљом.[1] Други извори кажу да га је убио зет Плеурон, Етолов син, који је био ожењен Доровом кћерком Ксантипом.[2] Према неким изворима, два наведена Дора су заправо иста личност. Сервије га је сматрао Посејдоновим сином.[3]
3. Клевов отац и потомак Агамемнона.[2]

## Тумачење
Јонци и Еолци су били прва два таласа патријархалних Хелена који су продрли у Грчку, али су их староседеоци Хеладе приморали да поштују Тројну Богињу, да мењају своје друштвене обичаје према домаћим и да постану Грци (graikoi, „поштоваоци Седе богиње или Старице“). Касније су Ахајци и Дорци успели да успоставе патријархално уређење и право наслеђивања по очинској линији и зато су Ахај (Ксутов и Креусин син) и Дор доведени у везу преко заједничког претка, Хелена, чије је име облик мушког рода имена Месечеве Богиње Хеле или Хелене. Ова промена Грка у Хелене догодила се 1521. пре нове ере, што се види из парске хронике.